# Juin 1933
Cette page présente les faits marquants du mois de juin 1933.

## Événements
- 4 juin : 
  - fondation du Mouvement antifasciste européen Amsterdam-Pleyel.
  - Grand Prix des Frontières.
  - Grand Prix automobile de Nîmes.

- 5 juin : le Français Pierre Cot, ministre de l'air, passe son brevet de pilote.

- 7 juin : le pacte d’Entente et de collaboration, « Pacte à quatre », modifié en raison de l’opposition des pays de la Petite Entente, est paraphé par les ambassadeurs de France, d’Allemagne, de Grande-Bretagne et par Mussolini. Ce projet est destiné à maintenir la paix en Europe dans le cadre de la SDN.

- 9 juin : érection du Diocèse de Saint-Jean–Longueuil au Québec et du Diocèse de Saskatoon en Saskatchewan.

- 11 juin : Grand Prix automobile de France.

- 16 juin : 
  - Assassinat à Tel Aviv du chef du département politique de l'Agence juive Haïm Arlozoroff.
  - L’Allemagne réclame la restitution de ses colonies africaines et expose ses revendications en Europe orientale.

- 17 juin : départ de la 11e édition des 24 Heures du Mans.

- 18 juin : victoire de Raymond Sommer et Tazio Nuvolari sur une Alfa Romeo aux 24 Heures du Mans.

- 20 juin : en Autriche, le chancelier Dollfuss interdit les partis communiste et nazi.

- 22 juin : 
  - en Allemagne, interdiction du SPD, suivie par celle des autres partis : Staatspartei, DVP, DNVP… Le comité directeur du SPD émigre à Prague.
- Premier vol du bombardier expérimental soviétique Tupolev ANT-25.

- 26 juin : premier vol du bombardier Bloch MB.200.

- 29 juin : arrestations de Paul Loebe, ancien président du Reichstag, puis de Gustav Bauer, ancien chancelier.

## Naissances
- 4 juin :
  - Godfried Danneels, cardinal belge, archevêque de Malines-Bruxelles.
  - Rafael Peralta, rejoneador espagnol.
- 6 juin : Eli Broad, homme d'affaires américain († 30 avril 2021).
- 7 juin : 
  - Jean-Claude Roy, réalisateur et scénariste (connu aussi sous le pseudonyme de Patrick Aubin).
  - Juan María Uriarte, homme d'Église espagnol, évêque de Zamora de 1991 à 2000, archevêque de San Sebastián de 2000 à 2024 († 17 février 2024).
  - Lamine Diack, dirigeant sportif et homme politique sénégalais († 3 décembre 2021).
- 8 juin : 
  - Joan Rivers, actrice et animatrice de télévision américaine († 4 septembre 2014).
  - Jeannine Dion-Guérin, femme de lettres, poète, comédienne, conférencière, animatrice de radio française († 13 juin 2025).
- 9 juin : Don Young, homme politique américain et représentant des États-Unis pour l'Alaska de 1973 à 2022 († 18 mars 2022).
- 11 juin : Harald Szeeman, critique d'art et commissaire d'exposition suisse († 18 février 2005).
- 13 juin : 
  - César Girón, matador venuezuelien († 19 octobre 1971).
  - Doreen Miller, femme politique britannique († 21 juin 2014).
- 14 juin : Henri d'Orléans, « duc de France » († 21 janvier 2019).
- 15 juin : Fouad Mebazaa, homme d'État tunisien († 23 avril 2025).
- 17 juin : Christian Ferras, violoniste français († 14 septembre 1982).
- 18 juin : Jerzy Kosiński, écrivain américain d'origine polonaise († 3 mai 1991).
- 19 juin : Viktor Patsayev, cosmonaute russe († 30 juin 1971).
- 20 juin : Claire Tomalin, journaliste et biographe anglaise.
- 21 juin : Luigi Corteggi, illustrateur et graphiste italien († 28 juillet 2018).
- 22 juin : 
  - Jacques Martin, imitateur et présentateur de télévision française († 14 septembre 2007).
  - Dianne Feinstein, Sénatrice américaine et sénatrice des États-Unis pour la Californie de 1992 à 2023 († 29 septembre 2023).
- 26 juin : Claudio Abbado, chef d'orchestre, italien.
- 28 juin : 
  - Marcel Perrier, évêque catholique français, évêque émérite de Pamiers
  - Gisèle Lalonde, ancienne mairesse de la ville de Vanier et défenderesse.
  - Nora Orlandi, compositrice italienne de musique de films († 1er janvier 2025).

## Décès
- 6 juin : Alphonse Momas, écrivain français (° 1846)
- 20 juin : Clara Zetkin, féministe et communiste allemande.
- 29 juin : Roscoe « Fatty » Arbuckle, acteur et réalisateur américain.